# 羅斯希爾 (紐約州)
羅斯希爾（英語：Rose Hill）是位於美國紐約州奧農達加縣的非建制地區。

## 歷史
羅斯希爾的郵局於1890年設立，其後於1957年停運。

## 地理
羅斯希爾所處的海拔為高於海平面378米（即1240英呎），而該地所採用的時區為UTC-5，即北美东部时区（EST）。同時該地設有夏令時間，為UTC-5調快一小時，即UTC-4（EDT）。